# خطوط عريضة للتقانة الحيوية
يتم عرض المخطط التفصيلي التالي لتوفير نظرة عامة وإرشاد موضوعي عن التقنية الحيوية:
التقنية الحيوية (Biotechnology) - هي مجال يتعلق بعلم الأحياء التطبيقي، يشمل استخدام الكائنات الحية والعمليات الحيوية والاستفادة منها في العديد من العلوم المختلفة مثل الهندسة والتكنولوجيا والطب وغيرها من المجالات الأخرى التي تتطلب منتجات حيوية. كما تستخدم التقنية الحيوية أيضًا هذه المنتجات لأغراض التصنيع.

## جوهر التقنية الحيوية وأساسها
المقال الرئيسي: التقنية الحيوية
- الهندسة الحيوية
- علم الأحياء
- التقنية

## تطبيقات التقنية الحيوية واستخداماتها
- الاستنساخ
  - الاستنساخ التكاثري
  - الاستنساخ العلاجي
- التقنية الحيوية البيئية
- الهندسة الوراثية
- الدنا المؤشب
- هندسة النسج
- استخدام التقنية الحيوية في تصنيع الأدوية

## تاريخ التقنية الحيوية
مقال رئيس: تاريخ التقنية الحيوية
- التسلسل الزمني للتقنية الحيوية
- الثورة الخضراء

## المفاهيم العامة للتقنية الحيوية
- الاقتصاد الإحيائي
- حديقة صناعة التقنية الحيوية
- الثورة الخضراء
- مشروع الجينوم البشري
- صناعة الدواء
- الخلايا الجذعية
- تيلومير
- زراعة الأنسجة
- بيوميمتيكس (علم محاكاة الطبيعة)

## رواد التقنية الحيوية
- ليونارد هايفليك
- مايكل دي. وست
- كريغ فينتر
- ديفيد بلتيمور

## وصلات خارجية
- A report on Agricultural Biotechnology focusing on the impacts of "Green" Biotechnology with a special emphasis on economic aspects
- Building Biotechnology Glossary A glossary covering the science, legal, regulatory, and business aspects of biotechnology
- StandardGlossary.com: Biotechnology نسخة محفوظة 8 ديسمبر 2007 على موقع واي باك مشين. A professional Biotechnology Glossary for beginners to learn Biotechnology